# Il lottatore e il clown
Il lottatore e il clown (Борец и клоун, Borec i kloun) è un film del 1957 diretto da Boris Vasil'evič Barnet e Konstantin Konstantinovič Judin.